# Wagneriaanse rock
Wagneriaanse rock is een muzieksoort die door Jim Steinman is gecreëerd, vanwege zijn voorliefde voor Richard Wagner en Phil Spector. Het soort is een samensmelting — bijna een kruising — tussen rock-'n-roll (20ste eeuw) en opera (19e eeuw) ter herinnering aan Wagner en Spector, om nog maar te zwijgen van Jim Steinmans eigen muzikale bekwaamheid. Over de term rockopera wil nog weleens een discussie ontstaan.
Los van Jim Steinman, wordt ook de muziek van andere rock-artiesten wagneriaans genoemd. Het woord wordt vaak dubbelzinnig gebruikt en verwijst dan naar zoiets als 'bombastisch', 'Teutoonse stijl' of 'fantasieteksten'. Het woord werd gebruikt om de muziek van diverse artiesten te omschrijven zoals bij de Amerikaanse heavy metalgroep Manowar, de Sloveense industrial muziekgroep Laibach en de Duitse elektronische-muziekartiest Klaus Schulze.